# Sektor Gaza
Sektor Gaza (russe : Сектор Газа) est un groupe russe de punk rock, originaire de Voronej. Formé en 1987, le groupe est actif jusqu'en 2000.
Hormis le leader du groupe, Iouri « Hoy » Nikolaïevitch Klinskikh, tous les membres du groupe sont remplacés au fil du temps. Le contenu varie entre chansons à portée politique, à portée mystique (zombies, vampires…) voire des interprétations personnelles de chansons et musiques issues du folklore russe, des ballades et du rap.

## Histoire
Le nom du groupe est un hommage à Levoberejny, le quartier semblable à un ghetto de leur ville d'origine, Voronej, que les habitants surnommaient ironiquement Bande de Gaza. Mais la phrase Сектор Газа signifie aussi secteur du gaz en Russe, c'est donc un jeu de mots jouant sur cette double signification, et plus particulièrement sur la pollution ajoutée au crime banalisé et à la violence domestique du quartier de leur enfance. Dans l'une de leurs premières chansons, le groupe prétend que la ville est tellement polluée que personne n'atteint jamais l'âge de 40 ans. Sektor Gaza (en russe : Сектор Газа), signifie « Bande de Gaza » ou alternativement, en traduction littérale, « secteur du gaz ».
Dans la seconde moitié des années 1980, Yuri rencontre d'Alexandr Yakushev. En novembre 1998, Sektor Gaza tourne en Russie.
Un nouvel album, Восставший из ада, est publié en octobre 2000. La santé de Klinskikh se dégrade. Le 4 juillet 2000, Iouri « Hoy » Klinskih se plaint de fortes douleurs à l'estomac et sur le côté gauche de sa poitrine. Il décide de tourner un clip avec le groupe pour la chanson Noch Straha. Finalement, il meurt à l'âge de 36 ans d'une attaque cardiaque (qui en réalité semble résulter d'un usage excessif de narcotiques[réf. souhaitée]). Il est enterré au cimetière de Levoberezhniy.

## Membres
- Iouri « Hoy » Klinskikh - chant, textes (1987-2000)
- Oleg Kryuchkov - percussions  (1988-1990)
- Semen Titievsky - basse (1988-1991)
- Igor Kusсhev - guitare (1989-1991)
- Sergei Tupikin - guitare, basse  (1989-1993)
- Aleksey Ushakov - pads  (1989-1995)
- Alexandr Yakushev - percussions (1989-1998)
- Tatiana Fateeva  - chant (1990-1993)
- Vladimir Lobanov - guitare (pendant les concerts seulement) (1991-1993)
- Igor « Egor » Zhirnov (Chernyi obelisk, Rondo) - guitare (sur les albums) (1991-2000)
- Vitaly Suchkov - basse (pendant les concerts seulement)  (1993)
- Vadim Gluhov - guitare (pendant les concerts seulement)  (1993-2000)
- Irina Puhonina - chant (sur les albums) (1994, 1996)
- Vasily Chernykh - guitare (pendant les concerts seulement)  (1995-1998)
- Igor Anikeev - pads  (1995-2000)
- Elbrus Cherkezov - basse (sur les albums) (1997)
- Valery Podzorov - basse (pendant les concerts seulement) (1997-1998)
- Veronika Nekiforova - chant (sur les albums)  (1998)
- Vasily Dronov - basse (sur les albums) (2000)

## Discographie

### Albums studio
- 1989 : Плуги-вуги (réenregistré en 1993, et une nouvelle fois en 1997)
- 1989 : Le Punk du kolkhoze (Колхозный панк)
- 1990 : The Evil Dead (Зловещие мертвецы)
- 1990 : Ядрёна вошь
- 1991 : La nuit avant Noël (Ночь перед Рождеством)
- 1992 : Promènes-toi, moujik! (Гуляй, мужик!)
- 1993 : Mets les gaz (Нажми на газ)
- 1994 : Танцы после порева
- 1994 : Kochtcheï l'immortel (Кащей Бессмертный)
- 1996 : Attaque au gaz (Газовая атака)
- 1997 : Наркологический университет миллионов
- 2000 : Hellraiser (Восставший из ада)

### Album iéndit
- 1985 : Album acoustique (Iouri « Hoy » Klinskikh - chant, textes, musique, guitare acoustique

### Vinyles
- 1991 : Колхозный панк
- 1993 : Нажми на газ

### Autres
- 1996 : Избранное I (Best of I)
- 1997 : Избранное II (Best of II)
- 1998 : Баллады – contient des ballades calmes, pour la plupart issue de leur 10e album.
- 1999 : Extasy – remix techno de Aleksey Bryantsev (DJ Krot)
- 1999 : Remix (2002 - Extasy 2) – remix techno de Aleksey Bryantsev (DJ Krot)
- 2002 : Избранное III (Best of III)
- 2003 : Баллады II